# Opowieść o Palm Beach
Opowieść o Palm Beach (ang. The Palm Beach Story) – amerykański film z 1942 roku w reżyserii Prestona Sturgesa.

## Obsada
- Claudette Colbert – Geraldine "Gerry" Jeffers
- Joel McCrea – Tom Jeffers (alias "kapitan McGlue")
- Mary Astor – księżniczka Centimillia (Maud)
- Rudy Vallee – John D. Hackensacker III
- Sig Arno – Toto
- Robert Dudley – Wienie King
- Esther Howard – żona Wienie Kinga
- Franklin Pangborn – zarządca mieszkania
- Arthur Hoyt – konduktor pullmanowski
- Al Bridge – konduktor
- Fred Toones – George
- Charles R. Moore – bagażowy
- Frank Moran – hamulcowy
- Harry Rosenthal – dyrygent
- J. Farrell MacDonald – funkcjonariusz O'Donnell
- Robert Warwick – pan Hinch
- Arthur Stuart Hull pan Osmond
- Torben Meyer – doktor Kluck
- Victor Potel – pan McKeewie
- Jimmy Conlin – pan Asweld